# Municipio de Fairmont (Minnesota)
El municipio de Fairmont (en inglés: Fairmont Township) es un municipio ubicado en el condado de Martin en el estado estadounidense de Minnesota. En el año 2010 tenía una población de 318 habitantes y una densidad poblacional de 5,62 personas por km².

## Geografía
El municipio de Fairmont se encuentra ubicado en las coordenadas 43°37′36″N 94°24′27″O / 43.62667, -94.40750. Según la Oficina del Censo de los Estados Unidos, el municipio tiene una superficie total de 56.59 km², de la cual 53,67 km² corresponden a tierra firme y (5,15 %) 2,92 km² es agua.

## Demografía
Según el censo de 2010, había 318 personas residiendo en el municipio de Fairmont. La densidad de población era de 5,62 hab./km². De los 318 habitantes, el municipio de Fairmont estaba compuesto por el 95,91 % blancos, el 0,63 % eran afroamericanos, el 0,31 % eran amerindios, el 0,63 % eran asiáticos, el 0,94 % eran de otras razas y el 1,57 % eran de una mezcla de razas. Del total de la población el 2,2 % eran hispanos o latinos de cualquier raza.